# Erich tho Rahde

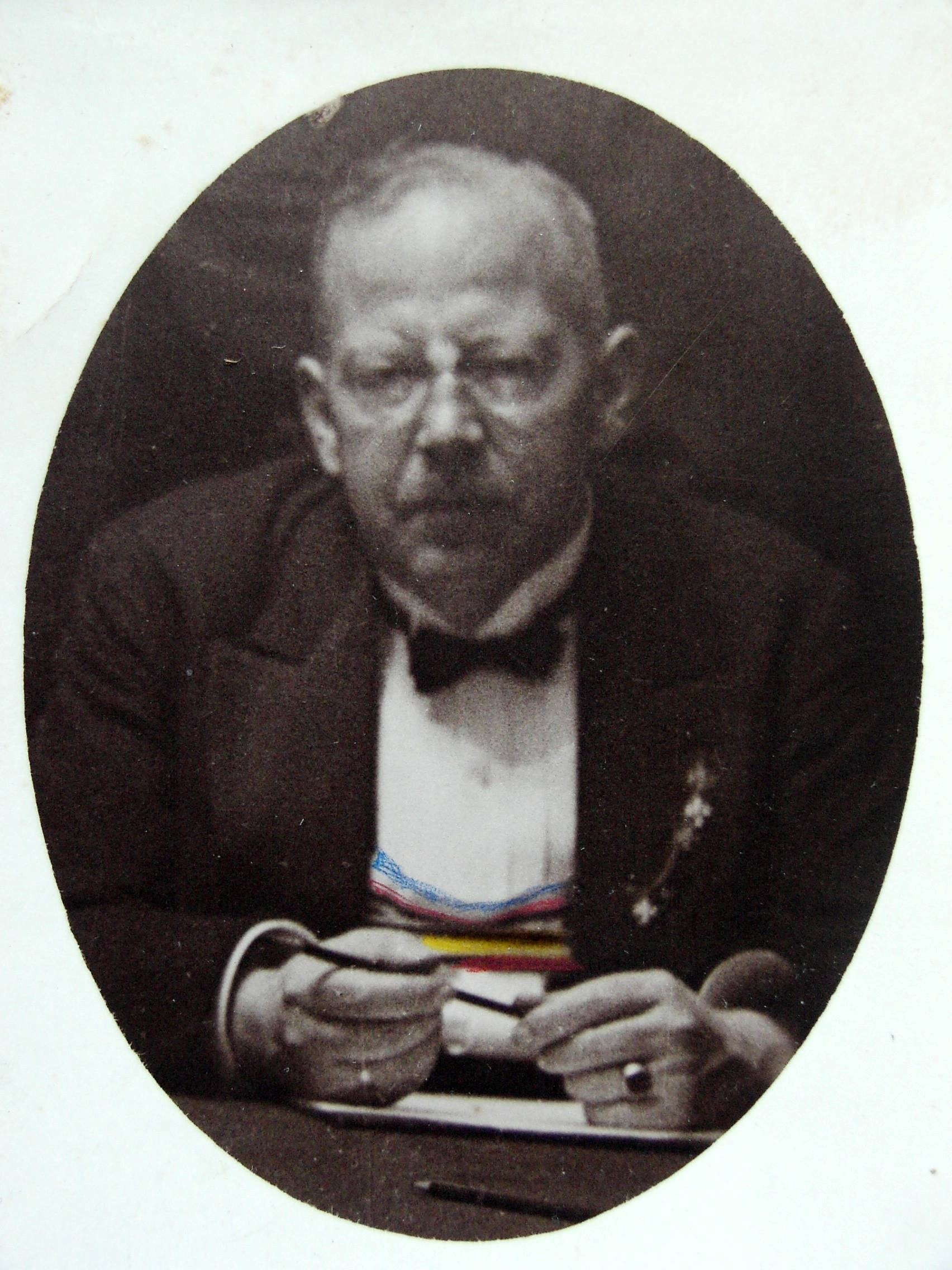
Erich tho Rahde

Erich tho Rahde (* 15. April 1875 in Oldenburg (Oldb); † 30. Mai 1927 in Berlin) war ein deutscher Verwaltungs- und Bankjurist.

## Leben
1893/94 diente er als Einjährig-Freiwilliger beim Kgl. Sächsischen 6. Infanterie-Regiment „König Wilhelm II. von Württemberg“ Nr. 105 in Straßburg. Er studierte Rechtswissenschaft an der Kaiser-Wilhelms-Universität. Nach den Examen trat er in den Staatsdienst des Großherzogtums Oldenburg. 1901 wurde er Regierungsassessor und Leiter der Polizeiverwaltung Oldenburg. Nach 1906 zum Regierungsrat ernannt, wurde er als Senatssyndikus nach Lübeck versetzt.
1909 wechselte dann aber ins Bankfach. Zuerst war er bei der Deutschen Nationalbank in Osnabrück, dann bei der Direktion der Discontogesellschaft in Saarbrücken, Mainz und Osnabrück. Seit 1911 Hauptmann der Reserve, zog er 1914 in den Ersten Weltkrieg. Als Kompanieführer und Bataillonskommandeur (November 1915) im Kgl. Sächsischen 8. Infanterie-Regiment „Prinz Johann Georg“ Nr. 107 kämpfte er in der Schlacht bei Tannenberg (1914), der Schlacht an den Masurischen Seen, der Schlacht in den Karpaten, der Schlacht von Lemberg und der Schlacht um Verdun.
1917 diente er als Chef der Finanzverwaltung in Longwy, als Verwaltungschef der 5. Armee und schließlich als Major d. R. im Generalstab der Etappeninspektion. Er wurde mit beiden Eisernen Kreuzen ausgezeichnet.
Beim Spartakusaufstand in Berlin stand er in den Reihen der Garde-Kavallerie-Schützen-Division. 1921 nach Frankfurt am Main übergesiedelt, wurde er am 15. August 1925 Vorstand der Frankfurter Hypothekenbank. Die  Fraktion der Deutschnationalen Volkspartei in der Frankfurter Stadtverwaltung entsandte ihn 1926 in den Magistrat. Er war stellvertretender Vorsitzender des Senatsausschusses, Mitglied der Deputation für das Gesundheitswesen, des Schulausschusses für höhere Schulen und der Wirtschaftsdeputation.
Seit 1893 Mitglied des Corps Rhenania Straßburg, engagierte er sich im Rahmen der Straßburger Vorstellung für die Rekonstitution  des Corps Palaio-Alsatia in Frankfurt am Main. Dafür erhielt er 1923 das Band der Altelsässer. Von 1925 bis 1927 war er stellvertretender Vorsitzender vom Gesamtausschuss des VAC. Er befasste sich intensiv mit der Mensur.
Verheiratet war er mit Luise geb. Gürtler. Der Sohn Detmar (* 1906) wurde in Marburg „Straßenrhenane“.